# Gymnotus panamensis
Gymnotus panamensis és una espècie de peix pertanyent a la família dels gimnòtids.

## Descripció
- Fa 23,6 cm de llargària màxima.[5]

## Hàbitat
És un peix d'aigua dolça, bentopelàgic i de clima tropical.

## Distribució geogràfica
Es troba a Centreamèrica: el riu Cricamola (vessant atlàntic de Panamà).

## Observacions
És inofensiu per als humans.